# Lodranit
Die Lodranite bilden eine kleine Gruppe innerhalb der Stein-Eisen-Meteorite. Sie sind aus Nickel-Eisen und Silikaten zusammengesetzt. Durch den Silikatanteil, der überwiegend aus Olivin und Pyroxen besteht, sind sie chemisch mit den Enstatit-Chondriten und H-Chondriten verwandt. Da bei Lodraniten jedoch die typischen Chondren fehlen, werden sie meist zu den primitiven Achondriten gezählt.
Die meisten Lodranite wurden bisher in Blaueisgebieten der Antarktis gefunden.